# Desa Sukorejo (administrativ by i Indonesien, Jawa Timur, lat -7,95, long 114,02)
Desa Sukorejo är en administrativ by i Indonesien.   Den ligger i provinsen Jawa Timur, i den västra delen av landet, 800 km öster om huvudstaden Jakarta.